# San Juan del Puerto (Tây Ban Nha)

Huy hiệu của San Juan del Puerto

Cờ của San Juan del Puerto

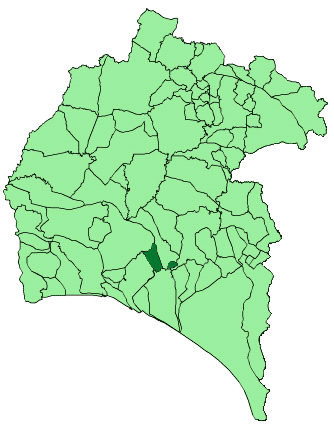
Bản đồ của San Juan del Puerto

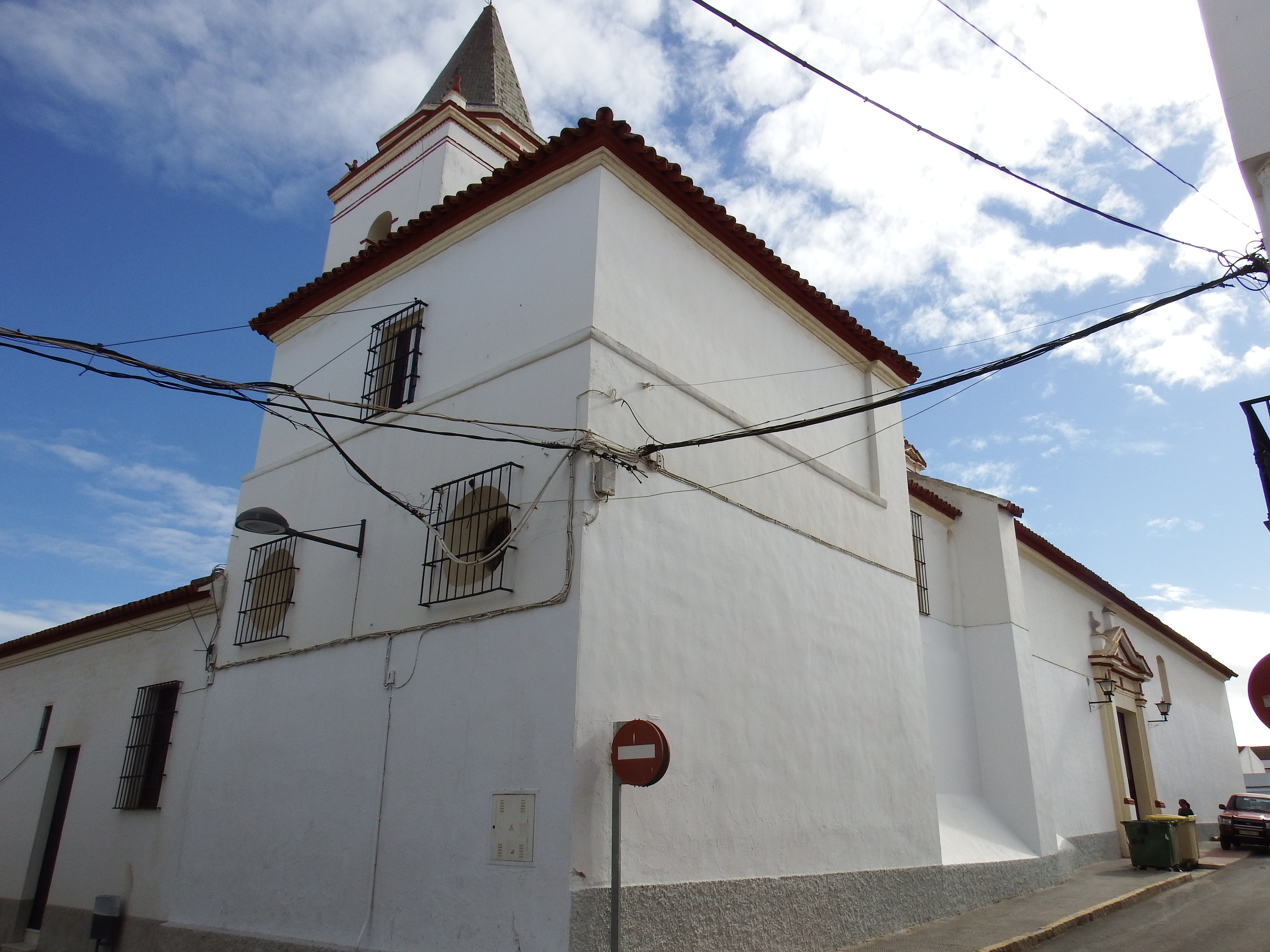

San Juan del Puerto là một đô thị ở tỉnh Huelva, Andalucía, Tây Ban Nha. Năm 2007, đô thị này có 7.520 dân. San Juan del Puerto có diện tích 45 km² và mật độ dân số 152,9 người/km². Tọa độ địa lý là 37º 19' độ vĩ bắc, 6º 50' độ kinh đông. Đô thị này nằm trên khu vực có độ cao 12 mét và cách tỉnh lỵ Huelva 14 km.

## Dân số
| 1996  | 1997  | 1998  | 1999  | 2000  | 2001  | 2002  |
| ----- | ----- | ----- | ----- | ----- | ----- | ----- |
| 5.990 | 5.910 | 5.882 | 5.933 | 5.961 | 6.058 | 6.244 |

Nguồn: INE (Tây Ban Nha)